# Lex superior priori derogat legi posteriori inferiori
Lex superior priori derogat legi posteriori inferiori – reguła kolizyjna II stopnia, zgodnie z którą norma wyższego rzędu pozbawia mocy obowiązującej sprzeczną z nią normę niższego od niej rzędu, jaka powstała później.